# Aderus rectifasciatus
Aderus rectifasciatus es una especie de coleóptero de la familia Aderidae. Fue descrita científicamente por George Charles Champion en 1916.

## Distribución geográfica
Habita en América del Sur.